# Giancarlo Previati
Giancarlo Previati (Padova, 2 settembre 1954) è un attore italiano.

## Biografia
Attore di cinema e teatro, ha interpretato anche numerosi ruoli in molte fiction televisive tra le quali Linda e il brigadiere del 2000, CentoVetrine dove dal 2003 al 2006 è stato nel cast ricorrente della soap con il ruolo di Davide Accardi. Ha recitato inoltre nella fiction Orgoglio nel 2006, Crimini del 2007 e Intelligence - Servizi & segreti. Al cinema ha preso parte a film quali Questo piccolo grande amore del 2007 e Ravanello pallido del 2001. Nel 2010 ha svolto un ruolo nel filmThe Tourist con Angelina Jolie e Johnny Depp, quello del capo della sicurezza del Gala Dalla Pietà. Nel 2015 ha dato volto allo scultore Antonio Canova nel cortometraggio Io, Canova di Giulio Laroni.
Nel dicembre del 2020, dopo essere tornato in tv con le serie Vite in fuga e Il silenzio dell'acqua, è stato protagonista dello spot natalizio di Vodafone vestendo i panni di Babbo Natale.

## Filmografia

### Cinema
- Cortesie per gli ospiti (The Comfort of Strangers), regia di Paul Schrader (1990)
- Gioco con la morte, regia di Maurizio Longhi (2001)
- Ravanello pallido, regia di Gianni Costantino (2001)
- La radice del male, regia di Silvana Zancolo (2006)
- Mi fido di te, regia di Massimo Venier (2007)
- Occhi verdi, regia di Clemente Pernarella (2008)
- La piccola A, regia di Salvatore D'Alia e Giuliano Ricci (2009)
- Questo piccolo grande amore, regia di Riccardo Donna (2009)
- The Tourist, regia di Florian Henckel von Donnersmarck (2010)
- Non è mai colpa di nessuno, regia di Andrea Prandstraller (2013)
- Io, Canova, regia di Giulio Laroni - cortometraggio (2015)
- The Space Between, regia di Ruth Borgobello (2016)
- Acqua e anice, regia di Corrado Ceron (2022)

### Televisione
- Donna - miniserie TV, episodi 1x04-1x05 (1996)
- Linda e il brigadiere, regia di Alberto Simone (2001)
- Le ragioni del cuore, regia di Luca Manfredi (2002) - episodio 1x02
- CentoVetrine, registi vari - Soap opera (2003-2006)
- Questo amore, regia di Luca Manfredi (2004)
- Orgoglio, regia di Giorgio Serafini e Vittorio De Sisti (2004-2006)
- Papa Luciani - Il sorriso di Dio, regia di Giorgio Capitani (2006)
- Crimini, ep. Morte di un confidente, regia di Manetti Bros. (2007)
- Tutti i rumori del mondo, regia di Tiziana Aristarco (2007)
- Intelligence - Servizi & segreti, regia di Alexis Sweet (2009)
- I delitti del cuoco, regia di Alessandro Capone (2010)
- Un pugno e un bacio, regia di Angelo Longoni (2011)
- Come un delfino, regia di Stefano Reali (2011)
- Tiberio Mitri - Il campione e la miss (2011)
- Distretto di Polizia, regia di Alberto Ferrari - serie TV, episodio 11x24 (2012)
- Benvenuti a tavola - Nord vs Sud, regia di Francesco Miccichè (2012)
- R.I.S. Roma - Delitti imperfetti, regia di Francesco Miccichè, episodio 3x16 (2012)
- L'ultimo papa re, regia di Luca Manfredi (2013)
- Madre, aiutami, regia di Gianni Lepre (2014)
- Solo per amore, regia di Raffaele Mertes, 4 episodi (2017)
- In arte Nino, regia di Luca Manfredi (2017)
- Vite in fuga, regia di Luca Ribuoli, 4 episodi (2020)
- Il silenzio dell'acqua, regia di Pier Belloni, episodio 2x01 (2020)
- Tutta colpa di Freud - La serie, regia di Rolando Ravello, episodi 1x04-1x05 (2021)
- Speravo de morì prima, regia di Luca Ribuoli, episodio 6 (2021)
- Luce dei tuoi occhi, regia di Fabrizio Costa, episodi 1x03-1x06 (2021)
- Cuori, regia di Riccardo Donna, 8 episodi (2021-in corso)
- Il grande gioco, regia di Nico Marzano e Fabio Resinaro, 4 episodi (2022)
- L'Ora - Inchiostro contro piombo, regia di Piero Messina, episodi 1x02-1x10 (2022)
- Il paradiso delle signore, episodio 6x93 (2022)
- Lea - I nostri figli, regia di Fabrizio Costa, episodi 2x02-2x06 (2023)
- Ninfa dormiente - I casi di Teresa Battaglia, regia di Kiko Rosati, 5 episodi (2024)

### Webserie
- La strategia dell'acqua, 7 episodi (2017)